# Легенда о княгине Ольге
«Легенда о княгине Ольге» — советский художественный фильм 1983 года, историческая драма режиссёра Юрия Ильенко. Многоплановое поэтическое повествование на основе летописей и сказаний, воссоздающее образ Ольги, княгини Киевской Руси середины X века, первой из русских правителей принявшей христианство.

## Сюжет
Посвящение во вступительной заставке:

В 1015 году в стольном граде Киеве умирал князь Владимир, прозванный в народе «Красное Солнышко», тот, что крестил Русь

Престарелый князь Владимир Красное Солнышко, внук Ольги, умирает в своих покоях. Он вспоминает свою жизнь от отрочества до прихода в Новгород на княжение. Перед зрителем проходит несколько версий жизни Ольги, основанных на воспоминаниях знавших её людей: монаха Арефы, ключницы Малуши и самого князя Владимира. Версий, порой взаимоисключающих, но именно потому дающих противоречивый и сложный образ великой княгини.

Память — это совесть, это — судья, это — мерило бытия. У кого нет памяти — тот мёртв.
— слова князя Владимира в фильме

## В ролях
- Людмила Ефименко — княгиня Ольга
- Лесь Сердюк — князь Святослав Игоревич, сын Ольги, отец Владимира
- Ваня Иванов — князь Владимир в юности
- Константин Степанков — воевода Свенельд
- Иван Миколайчук — Владимир I, великий князь Киевский, внук Ольги
- Иван Гаврилюк — Рус, возлюбленный Ольги (убит по приказу князя Игоря)
- Дмитрий Миргородский — грек Арефа, монах-черноризец
- Николай Олялин — Вещий Олег, князь
- Светлана Ромашко[укр.] — ключница Малуша, возлюбленная Святослава, мать Владимира
- Георгий Морозюк — гонец Вивера
- Александр Денисенко — князь Игорь, муж Ольги, отец Святослава
- Виктор Демерташ — князь Мал, правитель племени древлян
- Юрий Дубровин — Человек «Дерево-туча»
- Михаил Голубович — немой конюх
- Леонид Оболенский — Ильм-волхв
- Александр Загребельный — Воин-песельник
- Иван Савкин — новгородский воевода
- Филипп Ильенко — князь Святослав в детстве

### В эпизодах
- Николай Вороненко
- Виктор Панченко
- Александр Пархоменко
- Наталья Гура
- Евгений Коваленко
- Алексей Колесник
- И. Марчук
- В. Михеев
- Константин Степанков (младший) — гридень
- А. Нестор
- А. Великодный
- А. Коницкий
- О. Стасюк
- Света Александрова
- В. Литвак
- Виктор Маляревич
- Юрий Мысенков
- Юрий Рыбальченко
- Игорь Шкурин
- Владик Комаров
- группа пантомимы «Мимикричи» под руководством Владимира Крюкова

## Съёмочная группа
- Режиссёр-постановщик — Юрий Ильенко
- Оператор-постановщик — Вилен Калюта
- Сценарист — Юрий Ильенко
- Художники-постановщики — Василий Бескровный, Василий Софронов
- Художник по костюмам — Ирина Бойчук
- Художник по гриму: Алефтина Лосева
- Композитор — Евгений Станкович
- Звукооператор — Виктор Брюнчугин
- Режиссёр: Витольд Янпавлис
- Операторы: М. Степанова, Александр Шумович
- Комбинированные съёмки: художник Михаил Полунин, оператор Александр Пастухов
- Художники-декораторы: Ю. Тышкевич, Г. Усенко, В. Рожков
- Фрески художника Петра Редько
- Монтаж: Элеонора Суммовская
- Редактор: Владимир Сосюра
- Ассистенты
  - режиссёра: Г. Горичева, В. Волошин, В. Капитоненко, Н. Федюк, Сергей Олейник
  - оператора: Владимир Белощук, И. Иванов, Александр Шигаев
  - художника по костюмам: Н. Совтус
- Художник-фотограф: Л. Критенко
- Мастер по свету: В. Коренский
- Пиротехник: В. Сукалов
- Административная группа: Г. Подорожникова, А. Гайко, В. Цыба, Р. Тышковец
- Государственный симфонический оркестр театра оперы и балета им. Т. Г. Шевченко
- Дирижёр: Степан Турчак
- Главный консультант: доктор исторических наук Г. Сергиенко
- Консультант: кандидат исторических наук И. Шекера
- Директор: Николай Весна

## Технические данные
- Длительность — 128 мин.
- Формат — широкоформатный
- Вид — игровой
- Премьера — 27 февраля 1984 г.
- Серий — 2

## Фестивали и награды
- 1984 — 17 Всесоюзный кинофестиваль (Киев) в программе художественных фильмов: приз и диплом за лучшую операторскую работу — Вилен Калюта («Легенда о княгине Ольге»)[1].